# Sextant A
Sextant A és el nom d'una galàxia nana irregular en la constel·lació del Sextant. De magnitud aparent 11,9 és una galàxia de baixa lluminositat superficial, és a dir, emet menys llum per unitat d'àrea que una galàxia normal. Amb un diàmetre d'uns 5000 anys llum, s'hi troba a 4,3 milions d'anys llum de distància.
Sextant A és una de les galàxies més distants del Grup Local, formant part d'un subgrup anomenat Grup de NGC 3109. Prop dels límits del Grup Local, és possible que no s'hi trobe lligada gravitacionalment al mateix.
Sextant A s'hi caracteritza per la seva peculiar forma quadrada. Hom pensa que fa 100 milions d'anys alguna cosa va iniciar una ona de formació estel·lar al centre de Sextant A. Estels massius i de curta vida van explotar com a supernoves, la qual cosa al mateix temps va generar la formació de nous estels i de noves supernoves, finalment va donar lloc a un "núvol" en expansió, que des de la nostra perspectiva té forma aproximadament quadrada.
En l'actualitat Sextant A continua formant estels. Algunes d'ells, molt massius, il·luminen les superbombolles d'hidrogen ionitzat que s'hi detecten a l'Est i a l'Oest de la galàxia com va confirmar recentment el Gran Telescopi Canàries.
Va ser descoberta el 1942 per Fritz Zwicky.